# Shutout (baseboll)
Shutout (förkortat SHO eller ShO) är en statistisk kategori i baseboll.
En shutout innebär att en pitcher pitchar en hel match från dess början till dess slut utan att bli utbytt mot en avbytare (relief pitcher) (med andra ord en complete game), samtidigt som motståndarna inte gör en enda poäng. Pitchern håller med andra ord nollan i en hel match.
Den finaste sortens shutout är en perfect game, där pitchern inte tillåter en enda av motståndarnas slagmän att ens komma ut på bas. En no-hitter, där pitchern inte tillåter en enda hit, är oftast en shutout, men motståndarna kan göra poäng efter att ha kommit ut på bas genom till exempel en walk eller en hit by pitch.

## Major League Baseball

### Definition

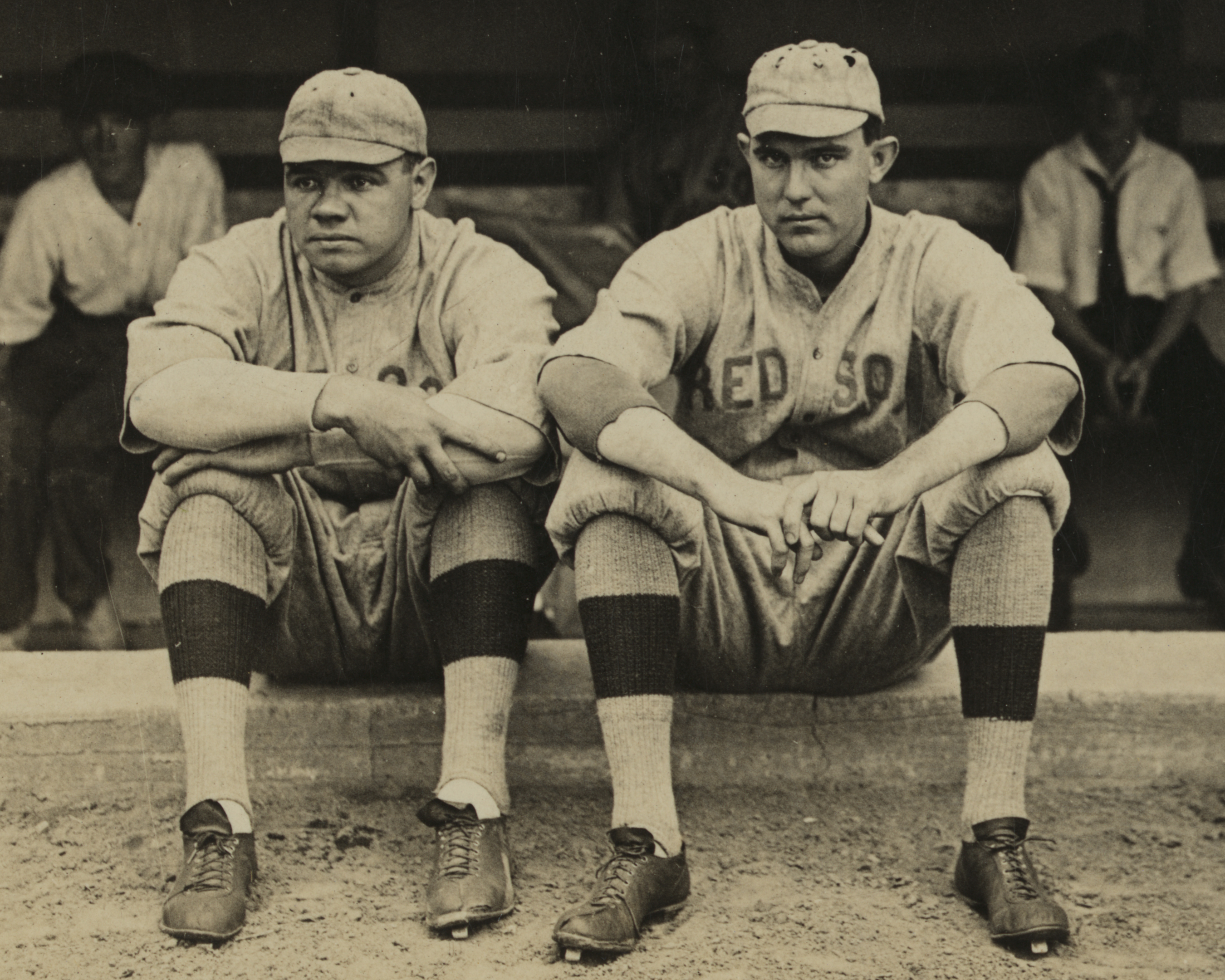
Babe Ruth (till vänster) och Ernie Shore.

I Major League Baseball (MLB) definieras en shutout i paragraf 9.18 i de officiella reglerna. Där sägs att en shutout ska protokollföras när en pitcher inte tillåter några poäng under en hel match. Enda gången pitchern inte behöver ha pitchat hela matchen är om han byts in i första inningen utan några brända och utan att motståndarna har gjort poäng, slutför inningen utan att tillåta några poäng och pitchar resten av matchen utan att tillåta några poäng.
Undantaget i definitionen har kommit till användning bara en gång. Den 23 juni 1917 startade Babe Ruth en match som pitcher för Boston Red Sox, men blev utvisad nästan direkt efter att ha tillåtit en walk till motståndarnas första slagman. Ernie Shore kom in i stället och pitchade resten av matchen utan att tillåta några poäng. Faktum är att Shore inte tillät en enda av de 26 slagmän han mötte att komma ut på bas, och den som Ruth hade tillåtit brändes när denne försökte stjäla en bas just när Shore bytts in. Shores match räknades länge som en perfect game, men numera gör den inte det eftersom Shore inte pitchade hela matchen. Den räknas dock som en shutout.
I motsats till en perfect game och en no-hitter måste en shutout inte vara en match som varat minst nio inningar. En MLB-match måste dock vara minst fem inningar för att räknas enligt paragraf 7.01. Å andra sidan, om en match går till förlängning måste pitchern som pitchat de första nio inningarna fortsätta pitcha tills matchen är slut för att få en shutout, även om han hållit nollan de första nio inningarna. Skulle han bli utbytt i förlängningen eller då tillåta någon poäng räknas det inte som en shutout.

### Utveckling
Under MLB:s första år, i slutet av 1800-talet och början av 1900-talet, var det ovanligt att den pitcher som startade en match inte också avslutade den. Man förväntades slutföra de matcher man påbörjade och relief pitchers användes endast sporadiskt. Sedan dess har antalet complete games, och därmed också antalet shutouts, sjunkit dramatiskt. Det är i dag ovanligt att en pitcher har mer än två shutouts under en säsong. Den senaste pitchern som nådde fem shutouts under en säsong var Félix Hernández 2012 och den senaste som nådde tio var John Tudor 1985.
Dagens tränare lägger stor vikt vid antalet kast som pitchern har kastat i matchen och låter det avgöra när pitchern ska bytas ut, även om pitchern ännu verkar pitcha bra. Risken för förslitningsskador på pitcherns kastarm bedöms alltför stor efter att han kastat 100–120 pitches i en match.

### Tio i topp
| Nr  | Pitcher                     | Säsonger        | Shutouts |
| --- | --------------------------- | --------------- | -------- |
| 1   | Walter Johnson†             | 1907–1927       | 110      |
| 2   | Grover Cleveland Alexander† | 1911–1930       | 90       |
| 3   | Christy Mathewson†          | 1900–1916       | 79       |
| 4   | Cy Young†                   | 1890–1911       | 76       |
| 5   | Eddie Plank†                | 1901–1917       | 69       |
| 6   | Warren Spahn†               | 1942, 1946–1965 | 63       |
| 7   | Nolan Ryan†                 | 1966, 1968–1993 | 61       |
| 7   | Tom Seaver†                 | 1967–1986       | 61       |
| 9   | Bert Blyleven†              | 1970–1990, 1992 | 60       |
| 10  | Don Sutton†                 | 1966–1988       | 58       |
| Nr  | Bästa aktiva pitcher        | Säsonger        | Shutouts |
| 385 | Clayton Kershaw*            | 2008–           | 15       |

| Nr  | Pitcher                     | Säsong | Shutouts |
| --- | --------------------------- | ------ | -------- |
| 1   | Grover Cleveland Alexander† | 1916   | 16       |
| 1   | George Bradley              | 1876   | 16       |
| 3   | Jack Coombs                 | 1910   | 13       |
| 3   | Bob Gibson†                 | 1968   | 13       |
| 5   | Grover Cleveland Alexander† | 1915   | 12       |
| 5   | Pud Galvin†                 | 1884   | 12       |
| 5   | Ed Morris                   | 1886   | 12       |
| 8   | Tommy Bond                  | 1879   | 11       |
| 8   | Dean Chance                 | 1964   | 11       |
| 8   | Dave Foutz                  | 1886   | 11       |
| 8   | Walter Johnson†             | 1913   | 11       |
| 8   | Sandy Koufax†               | 1963   | 11       |
| 8   | Christy Mathewson†          | 1908   | 11       |
| 8   | Old Hoss Radbourn†          | 1884   | 11       |
| 8   | Ed Walsh†                   | 1908   | 11       |
| Nr  | Bästa aktiva pitcher        | Säsong | Shutouts |
| 380 | Félix Hernández*            | 2012   | 5        |

* Aktiva spelare i MLB i fet stil

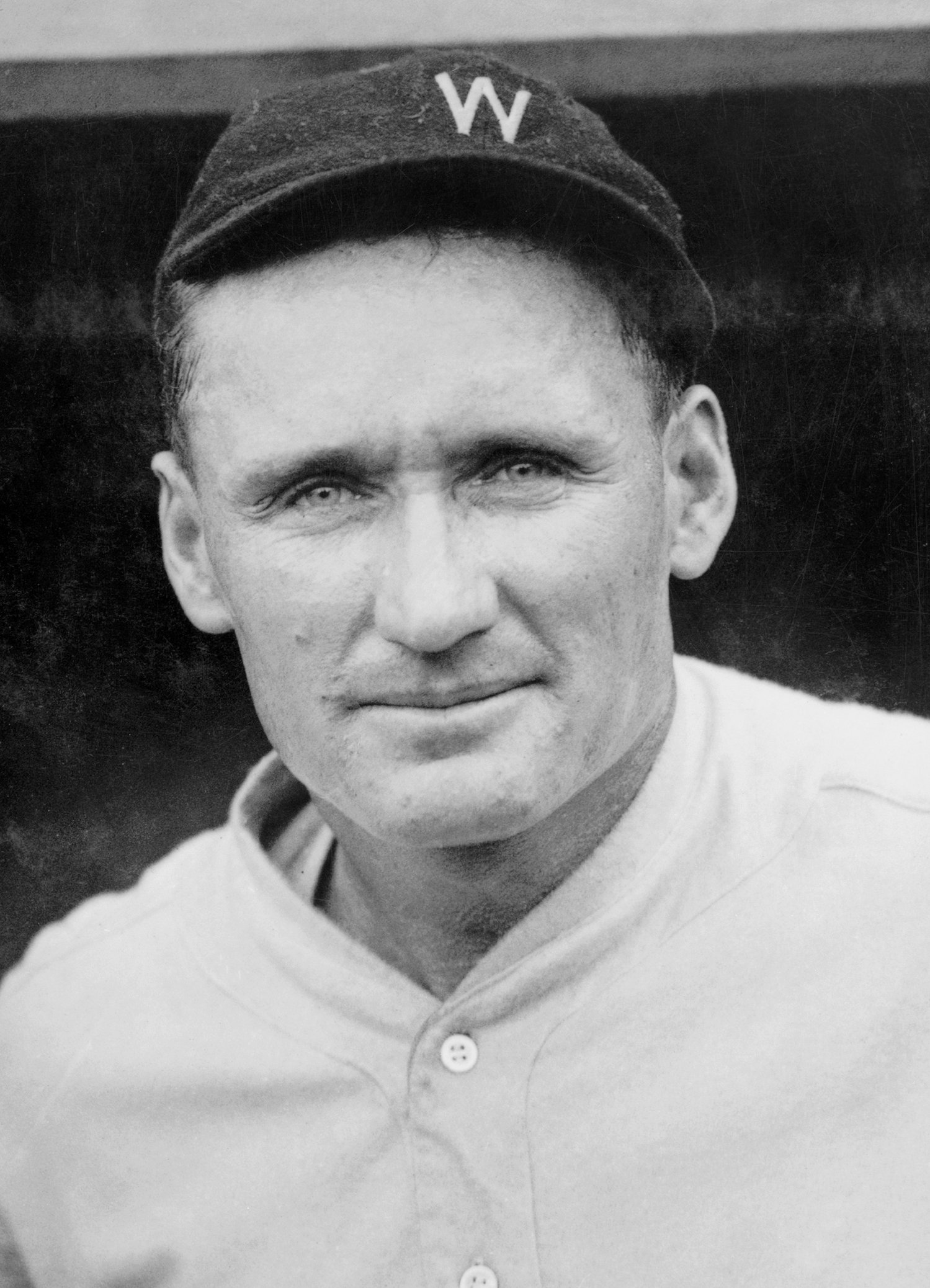
Walter Johnson har flest shutouts under karriären.

† Spelare invalda i National Baseball Hall of Fame

### Övriga rekord
Rekordet för flest shutouts i rad är sex, satt av Don Drysdale under 1968 års säsong. Rookie-rekordet för flest shutouts under en säsong är detsamma som MLB-rekordet, George Bradleys 16 shutouts 1876. Det lägsta kända antalet pitches som krävts för en shutout i en match som varat nio inningar är 58, vilket räckte för Red Barrett den 10 augusti 1944. Fyra pitchers delar rekordet för längst shutout, räknat i antalet inningar, med 18: John Montgomery Ward den 17 augusti 1882, Ed Summers den 19 juli 1909, Walter Johnson den 15 maj 1918 och Carl Hubbell den 2 juli 1933. Den enda som pitchat två shutouts samma dag är Ed Reulbach den 26 september 1908. När det gäller klubbar kan följande rekord nämnas. Största vinsten i en shutout är 28–0, vilket var slutresultatet mellan Providence Grays och Philadelphia Quakers den 21 augusti 1883. Flest vunna shutouts under en säsong, 32 stycken, har Chicago White Sox 1906 samt Chicago Cubs 1907 och 1909, medan flest förlorade shutouts under en säsong, 33 stycken, har St. Louis Cardinals 1908. Flest vunna shutouts i rad under en säsong, sex stycken, har Pittsburg Pirates i juni 1903.
De pitchers som flest säsonger haft flest shutouts i sin liga är Grover Cleveland Alexander, Walter Johnson och Cy Young, vilka alla ledde sin respektive liga sju olika säsonger.
När det gäller MLB:s slutspel är den pitcher som har flest shutouts under karriären Christy Mathewson med fyra. Detta gäller också som rekord om man enbart ser till World Series.